# Тютюнник Василь Никифорович
Васи́ль Ники́форович Тютю́нник (17(29) липня 1890, хутір Куторжу (Куторжиха), за іншими відомостями в селі Єньках, Хорольський повіт, Полтавська губернія — 19 грудня 1919, Рівне) — український військовий діяч 1918—1919 років — військовий старшина армії Української держави, у 1919 році — полковник, начальник генерального штабу армії УНР, та командувач дієвої армії УНР, генерал-хорунжий.
У деяких академічних та вузькопрофільних виданнях, присвячених історії України 1918—1920 років, систематично вказуються неправильні дані з біографії Тютюнника, зокрема, дата його народження — 1882 рік. Але, судячи із послужного списку російської армії, який зберігається в Москві в російському державному військово-історичному архіві, Василь Никифорович народився 17 липня 1890 року на хуторі Куторжу, що поблизу міста Хорол Полтавської губернії.
Відповідно до українського законодавства є борцем за незалежність України у XX столітті.

## Життєпис

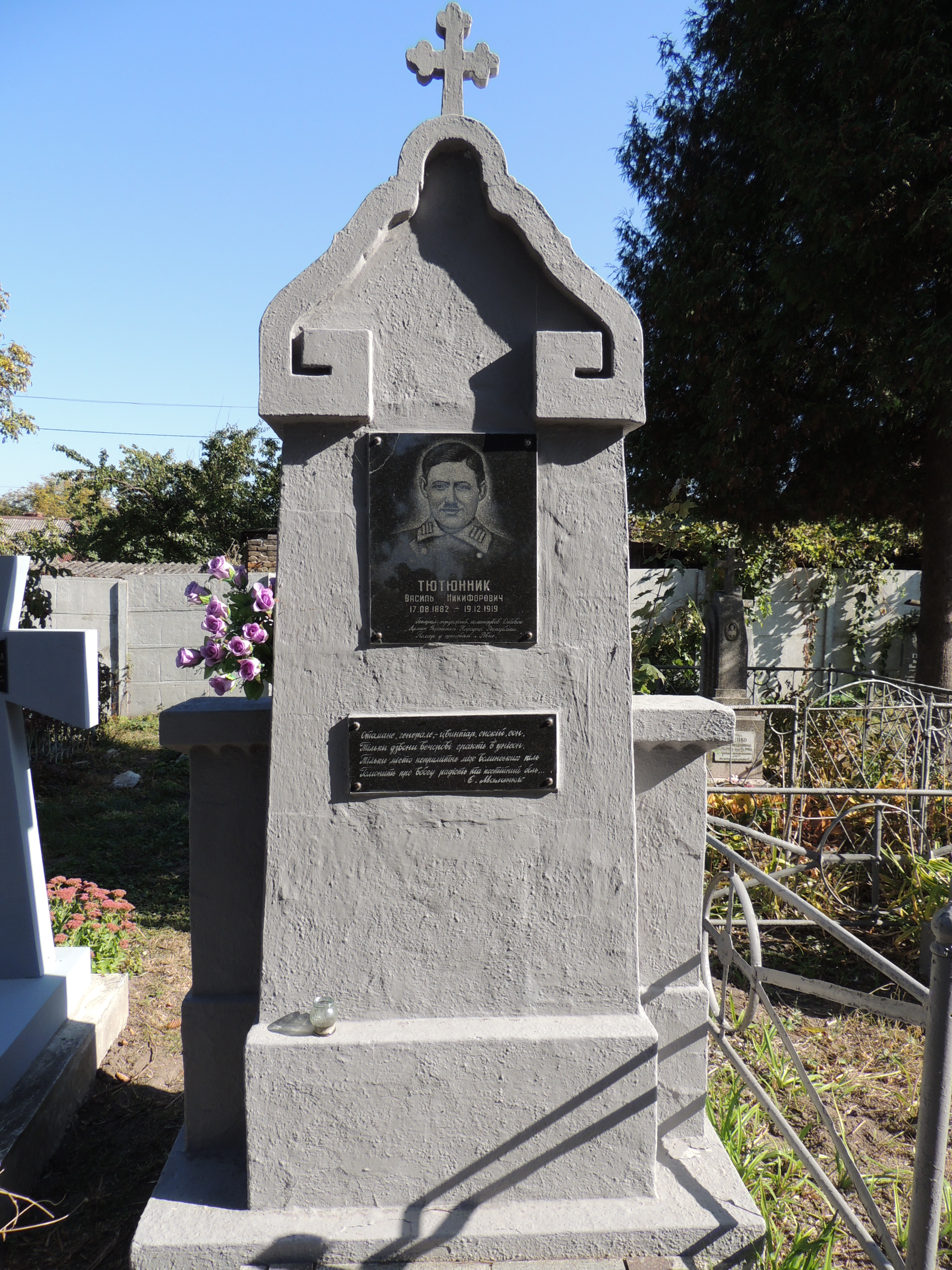
Памятник Василеві Тютюннику на Рівненському військовому цвинтарі.

Закінчив чотирикласне Хорольське міське училище.

### Служба в російській армії
Закінчив Тифліське юнкерське училище (1912 рік). Під час навчання був визнаний найкращим стрільцем з пістолета і гвинтівки. Служив у 25-му Сибірському стрілецькому полку в Іркутську, — молодший офіцер 10-ї роти, підпоручик.
Брав участь у Першій світовій війні. У 1914—1917 роках був начальником полкової команди кінних розвідників. За хоробрість та службові відзнаки нагороджений шістьма бойовими орденами Російської імперії. З червня 1917 року — капітан; командир батальйону.

### Служба в українській армії
У 1918 році став членом українського військового Товариства «Батьківщина». Від березня 1918 року — в українській армії, помічник начальника відділу Генерального штабу. В чині військового старшини був на військовій службі також і в період правління гетьмана Павла Скоропадського, одночасно будучи членом опозиційного Українського національного союзу і беручи участь у підготовці антигетьманського повстання, прибічником Симона Петлюри. З листопада 1918 року був заступником начальника Генштабу — начальником оперативного відділу (у військах Директорії, що проголосила відновлення Української народної республіки), брав участь у поході на Київ, який завершився скиненням гетьманської влади.
Наприкінці травня 1919 року, коли українська армія перебувала в скрутному становищі, ведучи одночасно бойові дії проти Червоної армії, Добровольчої армії, та польських військ, Тютюнник розробив план прориву військ УНР у напрямку Проскурова («Проскурівська операція»), яка почалася 1 червня 1919 року. У результаті її виконання вдалося відбити у Червоної армії Проскурів, Кам'янець-Подільський (в якому розмістились урядові органи УНР) і ряд інших.

#### Командувач армії
Після успіху Проскурівської операції — начальник штабу армії УНР, а через місяць, в кінці липня — командувач армією. Генерал-хорунжий армії УНР. З серпня 1919 року, одночасно, — командувач Східною групою об'єднаної армії УНР і Галичини. У серпні 1919 військам під командуванням Тютюнника вдалося відбити у Червоної армії міста Вінниця і Жмеринка. Під час наступу Добровольчої армії в стані розгубленості у керівництві УНР знятий з посади командарма і відправлений головою дипломатичної місії до Європи. 10 листопада повертається на посаду командувача армії. Однак вже в листопаді 1919 року вони зазнали поразки від білих військ генерала Антона Денікіна.
17 листопада — 22 листопада 1919 року керував обороною Проскурова (нині Хмельницький) від білих військ. Захворів на епідемічний висипний тиф, який ускладнився тромбозом коронарних судин, через що помер внаслідок розриву серця, у Рівному.
Сучасники відзначають, що Тютюнник, плануючи операції, любив ризикувати. Був видатним полководцем УНР, виступав за ведення бойових дій до останньої можливості. На відміну від низку інших українських воєначальників, не намагався конкурувати із Симоном Петлюрою.

## Вшанування пам'яті

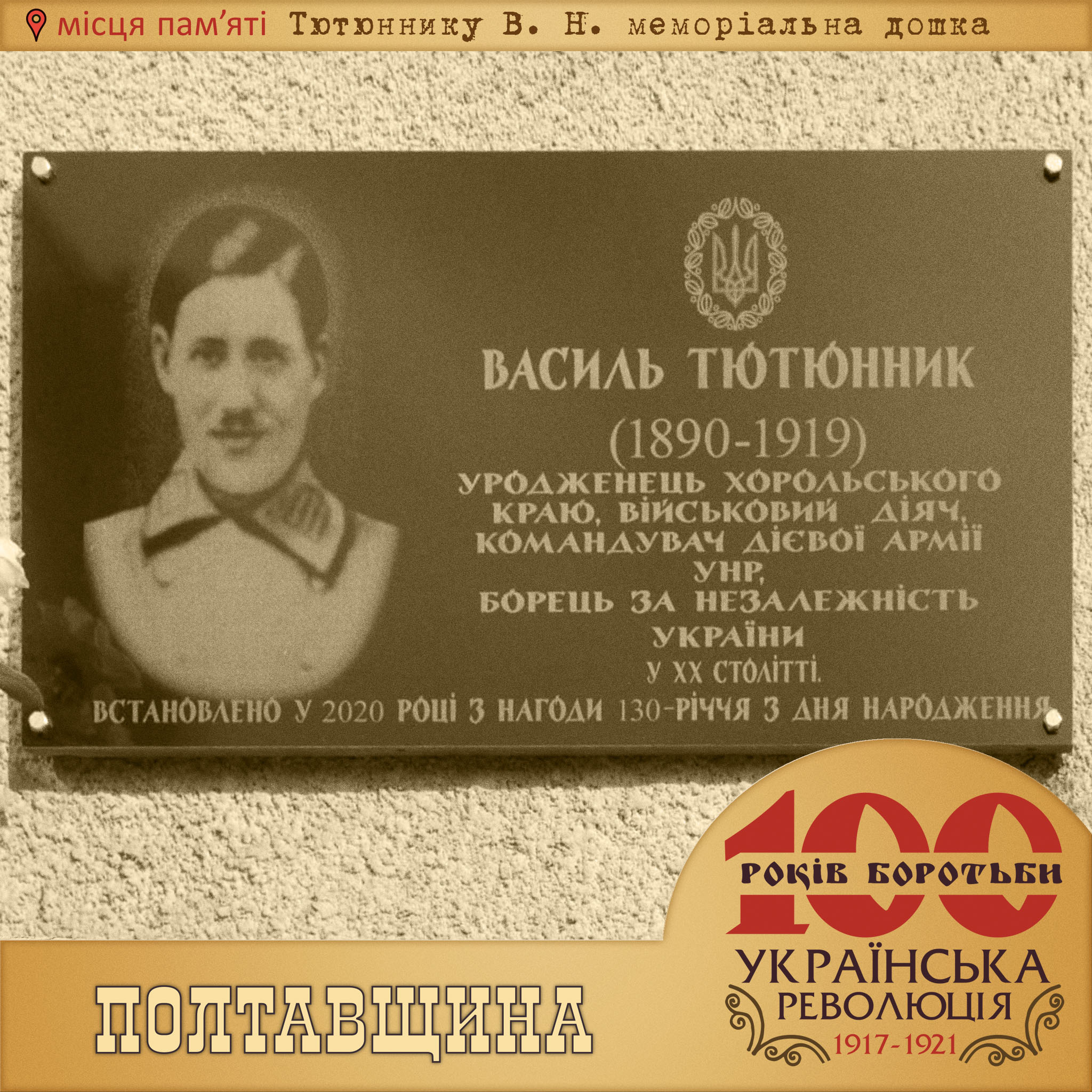
Меморіальна дошка у селі Петракіївка

На могилі генерала Тютюнника в Рівному в 1930-х роках на кошти учнів Рівненської української приватної гімназії було встановлено пам'ятник, реставрований 1992 року.
2001 року на будівлі Рівненського військового шпиталю, де помер Василь Тютюнник, встановлено меморіальну дошку.
2020 року встановлена меморіальна дошка на честь Тютюнника на фасаді Петракіївського навчально-виховного комплексу Хорольської районної ради.
На честь Василя Тютюнника названі вулиці в кількох населених пунктах України, в тому числі у Києві.